# 25369 Dawndonovan
25369 Dawndonovan este un asteroid din centura principală de asteroizi.

## Descriere
25369 Dawndonovan este un asteroid din centura principală de asteroizi. A fost descoperit pe 4 octombrie 1999 la Socorro, New Mexico, în cadrul proiectului LINEAR. Asteroidul prezintă o orbită caracterizată de o semiaxă mare de 2,25 ua, o excentricitate de 0,13 și o înclinație de 3,8° în raport cu ecliptica.